# 1971 års bibelkommitté
1971 års bibelkommitté var en statlig utredning som tillsattes den 16 april 1971 av statsrådet Alva Myrdal med uppdraget att förbereda en nyöversättning av det Gamla testamentet. Utredningen presenterade sitt slutbetänkande SOU 1974:33 Att översätta det gamla testamentet den 5 juni 1974.
Bakgrunden till utredningen var att när 1963 års bibelkommission presenterade sitt slutbetänkande 1969, föreslog man att det var nödvändigt att utreda en översättning av det Gamla testamentet. Även många av den föregående utredningens remissinstanser ansåg att man behövde göra en nyöversättning. Anledningar som lyftes fram var kritiken mot språket i 1917 års bibelöversättning som föranlett att man skulle översätta det Nya testamentet även gällde för det Gamla testamentet och att det skulle uppstå svårigheter om den ena översättningen inte fick påverka den andra. Upptäckterna av Ras Shamratexterna, Dödahavsrullarna och Aleppo-handskriften, menade man, gjorde det nödvändigt att se över om det fanns innehåll i dessa som kunde påverka tolkningarna i det Gamla Testamentet. Utöver detta så hade Psaltaren fått en ökad användning i gudstjänster, men man tyckte att den tidigare översättningen inte lämpade sig till liturgisk läsning och sång.